# Лисковець
Лисковець — струмок в Україні, у Великоберезнянському районі Закарпатської області. Ліва притока Ужа (басейн Дунаю).

## Опис
Довжина струмка приблизно 6 км.

## Розташування
Бере початок на північно-східній стороні від вершини Студниці (1033 м). Тече переважно на північний захід і в Ставному впадає у річку Уж, ліву притоку Лаборцю. 
Річку перетинають автомобільна Н13 та залізнична дорога Львівської залізниці Самбір — Чоп. На правому березі струмка розташована станція Ставне.